# 카를로스 레알
카를로스 레알(Carlos Leal, 1969년 7월 9일 ~ )은 스위스의 배우, 영화배우, 텔레비전 배우, 가수이다.
프리부르에서 태어났다.

## 영화
- 마지막 게임 (2019년)
- 리뎀션 로드 (2017년)
- 가타드 (2016년)
- 스페이스맨 (2016년)
- 후 킬드 조니 (2013년) - 마르셀/카를로스 역
- 인터섹션 (2013년) - 시릴 역
- 퍼스트 인 플라이트 (2012년)
- 페러렐 (2011년) - 팀 캐비엇 역
- 호세마리아 신부의 길 (2011년) - 호르헤 역
- 캐리 블랑 (2010년)
- 세넨툰치 (2010년)
- 에브리바디 러브즈 파코 (2010년) - 파코 역
- 레스터 (2010년)
- 더 웨이 (2010년) - 진 역
- 포 더 굿 오브 아더스 (2010년)
- 브란드스티프터 (2009년)
- 브로큰 임브레이스 (2009년)
- 산타렐라 패밀리 (2008년)
- 007 카지노 로얄  (2006년)
- 섹스 앤 이노센트 (2005년) - 파코 역
- 이스트엔더스 (1985년)